# أولاد يوسف (العونات)
أولاد يوسف هي إحدى مشيخات المملكة المغربية، تتبع جغرافيا لإقليم سيدي بنور وإداريًا لالعونات. يقدر عدد سكانها بـ 25055 نسمة حسب الإحصاء الرسمي للسكان والسكنى لسنة 2004.